# Szűcs Nelli
Szűcs Nelli (Tiszaújlak, 1972. március 31. –) Jászai Mari-díjas magyar színművésznő, érdemes és kiváló művész.

## Életpályája
1993-ban diplomázott a kijevi Állami Karpenko-Karij Színház- és Filmművészeti Egyetemen. Szűcs Nelli a Beregszászi Illyés Gyula Magyar Nemzeti Színház alapítói közé tartozik, pályafutása a kezdetektől összefonódik a színházalapító-rendező Vidnyánszky Attilával. Számos, a beregszászi társulatnak nemzetközi elismerést is hozó darabban alakított fontos szerepeket, majd ő is követte Vidnyánszkyt a debreceni színházba. Pályáján egyedülálló Hoboval játszott darabja, a Ballada a két sebzett hattyúról. Több rangos állami és szakmai díjban is részesült. 2013-tól a budapesti Nemzeti Színház művésze.

### Magánélete
Férje Trill Zsolt színművész. Gyermekeik: Helga és Bertalan.

## Szerepeiből

### Színház
- William Shakespeare: A makrancos hölgy avagy a hárpia megzabolázása... Kocsmárosné; Katalin
- William Shakespeare: A vihar... Prospera, Milánó hercegnője
- William Shakespeare: III. Richárd... Margit
- Anton Pavlovics Csehov: Három nővér... Natalja Ivanovna
- Anton Pavlovics Csehov: Csehov – egyfelvonásos komédiák: A Medve... Popova Jelena Ivanovna
- Anton Pavlovics Csehov: Meggyeskert... Sarlotta Ivanonva, nevelőnő
- Fjodor Mihajlovics Dosztojevszkij: A krokodilus... Nyina Pavlovna
- Alekszandr Nyikolajevics Osztrovszkij: Vihar.opus.posth... Kabanova
- Alekszandr Nyikolajevics Osztrovszkij: Karrier, avagy a lónak négy lába van, mégis... Kleopatra Lvovna Mamajeva, [Nyil] felesége
- Makszim Gorkij: Éjjeli menedékhely... Vaszilisza Karpovna
- Molière: Scapin, a szemfényvesztő... Jácinta, Géront lánya, Octave szerelmese; Nérine, Jácinta dajkája
- Molière: Tartuffe... Dorine, Mariane társalkodónője
- Edmond Rostand: A sasfiók... Mária Lujza, pármai hercegnő
- Giovanni Boccaccio – Vidnyánszky Attila: Sólyompecsenye... Pampinea
- Giovanni Boccaccio: Dekameron... szereplő
- T. S. Eliot: Gyilkosság a székesegyházban... Canterbury-i nők; Kísérők
- Witold Gombrowicz: Operett... Márkiz
- Pierre-Augustin Caron de Beaumarchais – Sardar Tagirovsky – Sényi Fanni: Figaro házassága avagy egy őrült nap emléke... Rozina grófné
- Csokonai Vitéz Mihály: Karnyóné... Karnyóné
- Petőfi Sándor: János vitéz... Mostoha
- Katona József: Bánk bán... I. udvarhölgy
- Madách Imre: Az ember tragédiája... Heléne; Hippia; Lucia; Dada
- Vörösmarty Mihály: Csongor és Tünde... Ilma
- Móricz Zsigmond: Úri muri... Rhédey Eszter
- Krúdy Gyula – Parti Nagy Lajos: Boldogult úrfikoromban... Hercegnő
- Krúdy Gyula: Szindbád... szereplő
- Juhász Ferenc: A szarvassá változott fiú... szereplő
- Örkény István: Tóték... Tótné
- Sarkadi Imre – Fábri Zoltán – Nádasy László: Körhinta... Patakiné
- Háy János: A Pityu bácsi fia... Marika (Jani felesége)
- Leonard Bernstein – Stephen Sondheim: West Side Story... Rosalia
- Georges Feydeau: Bolha a fülbe... Raymonde Chandebise
- Szergej Medvegyev: Fodrásznő... Fodrásznő
- Valère Novarina: Képzeletbeli operett... szereplő
- Oleg Zsukovszkij: Mesés férfiak szárnyakkal... szereplő
- Ivan Viripajev: Illúziók... szereplő
- Ivan Viripajev: Részegek... Lora
- Ivan Viripajev: Álomgyár /Dreamworks/... Sally - Frank felesége, egy női magazin főszerkesztője
- John Gay: Háromgarasos opera... Beköpyné
- Johann Strauss: Cigánybáró... Mária Terézia
- Verebes Ernő: Sardaffass, a hímboszorkány... Bába
- Verebes Ernő: Kioldás-tanulmány egy végkifejlethez... Kéti, a keringő három negyede
- Verebes Ernő: Shakespeare koszorú - színház, színház, színház... szereplő
- Borbély Szilárd: Halotti pompa.. szereplő
- Földes László Hobo: Vadászat... szereplő
- Földes László Hobo: Ballada a két sebzett hattyúról... szereplő
- Jantyik Zsolt: Világvége szerelem... szereplő
- Olt Tamás: Absinth... Soleil
- Dávid Zsuzsa – Szűcs Nelli: Fedák Sári... Fedák Sári

### Filmek
- Észak – észak (1999)
- Csokonai: Dorottya (2001)
- Méhek tánca (2007)
- A Pityu bácsi fia (2007)
- A medve (2007)
- Gyilkosság a székesegyházban (2009)
- Bunkerember (2009)
- Mesés férfiak szárnyakkal (2009)
- A szarvassá változott fiú – Kiáltás a titkok kapujából (2014)
- Kossuthkifli (2015) TV-sorozat
- Aurora Borealis – Északi fény (2017)
- A Sátán fattya (2017)
- Drakulics elvtárs (2019)
- Magyar Passió (2021)
- Nagykarácsony (2021)
- Szia, Életem! (2022)
- Az almafa virága (2023)
- Semmelweis (2023)

## Díjai, elismerései
- Jászai Mari-díj (2007)
- POSZT: a MASZK Országos Színészegyesület legjobb női alakítás díja (2010)
- Amphiteátrum díj (2012)
- Magyar Művészetért díj (2013)
- Érdemes művész (2013)
- Szörényi Éva-díj (2016)
- Szeleczky Zita-emlékgyűrű (2020)[4]
- Kiváló művész (2022)[5]

## Portré
- Hogy volt?! – Szűcs Nelli – Trill Zsolt (2020)